# União das Faculdades dos Grandes Lagos
A União das Faculdades dos Grandes Lagos (UNILAGO) - é uma instituição privada de ensino superior, sediada na cidade paulista de São José do Rio Preto. A UNILAGO começa sua História com sua fundação em 1990, que na época era intitulada de FAES (Faculdades da Associação de Ensino Superior), que em 1995 são inseridos mais quatro cursos no campo universitário, que são os de, jornalismo, turismo, administração e relações públicas. Em 1997 muda seu nome para União das Faculdades dos Grandes Lagos.
Em 1998 é reconhecida pelo Ministério da Educação. e no início dos anos 2000, a UNILAGO, consegue trazer nos cursos, como, biomedicina, fisioterapia, enfermagem, nutricionismo, sistema de informação, educação física entre outros.